# Куликов, Евгений Андреевич
Евгений Андреевич Куликов (1 декабря 1927 — август 1998) — председатель колхоза, заслуженный работник сельского хозяйства РСФСР, депутат Верховного Совета СССР.

## Биография
Родился 6 декабря 1927 года в с. Поводимово Дубенского района Мордовской АССР (в настоящее время Дубенский район, Республика Мордовия). В семнадцатилетнем возрасте в 1944 году ушёл на фронт. Награждён медалью «За освобождение Варшавы», медалью «За Победу над Германией». Сразу после демобилизации в 1951 году поступает в Энгельсскую межобластную торгово-кооперативную школу. Оканчивает её в 1957 году. До 1960 года работает в торговле — заведующим отделом Дубенского райпотребсоюза, директором столовой, директором Атяшевской межрайонной базы.
В 1960 году возглавляет птицеводческое хозяйство в с. Сайнино Дубенского района. Шесть лет успешной работы позволили хозяйству добиться хороших результатов.
С 1966 по 1973 возглавляет райпромкомбинат. За это время он смог значительно преобразить работу предприятия. Было налажено производство мягкой мебели, предприятие стало производить более 2 миллионов штук кирпичей в год, что позволило получать большую прибыль.
В 1973 году был избран председателем колхоза имени Чапаева в селе Петровка Дубенского района МАССР (в настоящее время Республика Мордовия). За 4 года в 2 раза увеличилось производство зерна, в 1.5 раза производство мяса и молока. Этот рост был получен исключительно за счет повышения производительности труда, увеличение продуктивности земли и скота.
В 1977 году его переводят в колхоз имени Ленина (с. Поводимово) того же района. Хозяйство под его руководством стало производить и реализовывать продукцию государству более чем на три с половиной миллиона рублей в год. Чистая прибыль ежегодно составляла около полутора миллионов рублей. Резко увеличилось урожайность и продуктивность скота. Много Куликов сделал для расширения и развития села. Будучи председателем колхоза им. Ленина был инициатором выдачи беспроцентных ссуд на строительства жилья для членов колхоза. За 3 — 4 года была выстроена целая улица Молодёжная ныне (Комсомольская). Село было почти полностью заасфальтировано. Благодаря его усилиям уже в начале девяностых годов почти все село было газифицировано. Усилиями колхоза были построены хоккейный корт, лыжная база, лыжный стадион, футбольное поле. В спортивном клубе «Сятко», основанном ещё в 1960 году были организованы секции по 11 выдам спорта, в каждой из которых занятия вели квалифицированные специалисты. Осенью 1983 года была открыта ДЮСШ в которой впоследствии занимались более двухсот детей. Около тридцати тысяч рублей ежегодно выделяло хозяйство для развития материальной базы спортсменов.
В 1982 году Евгению Андреевичу присвоено звание «Заслуженный работник сельского хозяйства РСФСР». В 1983 году в Москве состоялся четвёртый Всесоюзный съезд колхозников, куда район делегировал Евгения Андреевича Куликова. В 1984 году Евгений Андреевич избирается депутатом Верховного Совета СССР, а через 3 года возглавляет Совет колхозников Мордовии.
В 1989 году повторно избирается депутатом Верховного Совета СССР. В этом же году награждается орденом "Дружбы народов" за большой вклад в развитие района.
В 1993 году по состоянию здоровья уходит на пенсию. Скончался в августе 1998 года в возрасте 70 лет.